# Girovillers-sous-Montfort
Girovillers-sous-Montfort est une ancienne commune française du  département des Vosges en région Grand Est. Elle est rattachée à celle de Domjulien depuis 1973.

## Toponymie
- Giro-Villers (Gisloldus puis Giroldus et villare). Villa ou villaria devient village puis villé puis villers.
- 1157 : Gislovilar, 1255 : Gerovillier, 1291 : Giroviller.

La seconde partie du nom fait référence au château fortifié qui s'élevait sur la « crête, colline ou butte du Mont fort (Montfort) » qui culmine à 461 métres.
Il s’agit d’une situation particulière où cinq communes ont reçu le nom d'une colline assez élevée, localement appelée le « mont fort » : La Neuveville-sous-Montfort, Domèvre-sous-Montfort, They-sous-Montfort, Parey-sous-Montfort, et Girovillers-sous-Montfort.

## Histoire
Le 1er janvier 1973, la commune de Girovillers-sous-Montfort est rattachée à celle de Domjulien sous le régime de la fusion simple.
Le nom de Gisloviller est attesté dès 1255 dans un manuscrit conservé à la Bibliothèque nationale de France.
Girovillers-sous-Montfort fut une commune à part entière jusqu'en décembre 1972 avant d'être intégrée à Domjulien.
Ancienne commune située à 45 km de Mirecourt et 13 km de Vittel ;
Situé sur le versant d’une montagne à 335 m d’altitude ; terrain de marnes irisées, keuper, traversée par le ruisseau du val d'Arol, sur le passage du chemin de grande communication No 3 de Gondrecourt à Oderen et du chemin d’intérêt communal No 17 de Bulgnéville à Mirecourt. Sillonnée par 3 694 mètres de chemins vicinaux ordinaires et par 6 610 m de chemins ruraux reconnus.
Ancienne population : En 1710, 15 habitants ; an XII, 144 habitants ; 1830, 130 habitants ; 1847, 171 habitants ; 1867, 160 habitants. Population en 1830 : 130 Habitants, 37 ménages, 37 électeurs, 10 conseillers municipaux.
Revenus annuels de la commune 1221 Francs dont 40 Francs en rentes 3% sur l’état ; valeur du centime : 8.25 Francs Produit des quatre contributions : 1654.34 Francs dont 26.98 Francs sur les patentes. Surface territoriale 306 ha, dont 248 en terres labourables, 26 en prés, 10 en vignes, 16 en bois, 5 en jardin, vergers, chènevières, 6 en friches.
Cultures principales : Blé 4000 hectogrammes, orge 50 hectogrammes, avoine 5000 hectogrammes, pomme de terre 950 hectogrammes, vigne 850 hectogrammes. Valeur de la foret 48760 Francs. Une carrière de pierres calcaires.
Industrie dentellière : 35 femmes ou jeunes filles y travaillèrent.
Ancienne division : 1594 et 1710, bailliage des Vosges, prévôté de Mirecourt et Remoncourt. 1751, bailliage de Mirecourt, maîtrise de Darney, conté de Lorraine ; 1790, district de Mirecourt, canton de Vittel.
Spirituel : annexe de Domjulien, doyenné de Poissons, diocèse de Toul. Historique : Girovillers (Girouviller) faisait partie de la seigneurie de Domjulien qui fut cédée en 1291 par le Duc Ferry III à Jean de Rozières. Dans ce même titre de 1291, il est dit que les habitants de Domjulien et de Girovillers ont droit d’usage et de pâturage sur les territoires de Montfort, de Sugènes et de Remoncourt, comme ceux de ces trois derniers lieux l’ont à Domjulien et à Girovillers. Spirituel : Girovillers dépendait de la paroisse de Domjulien dont le patronage était au chapitre de Remiremont. Nicolas de Bilistem, Chevalier, seigneur de Domjulien, Girouvillers, Proville(59) et Villacourt (54) y avait fond » le 25 juillet 1694 la chapelle de Notre-Dame de Foi pour être desservie par un prêtre. Le revenu de cette chapelle consistait en la moitié de la seigneurie de Domjulien et de Girovillers et valait environ 1500. Il y avait sur le ban un ermitage de St Michel depuis longtemps ruiné. Le choléra a sévi dans ce coin en 1855.
La mairie fut construite en 1850, l’école en 1835, la chapelle en 1684. Les actes de baptêmes, de mariages et de sépultures sont joints à ceux de Domjulien. Annexe de la paroisse de Domjulien, dépend de la cure de Vittel. Fête patronale le 2 juillet, patron : la Visitation de la Sainte Vierge. École primaire mixte, 26 élèves. Bibliothèque :83 volumes. 2 conscrits en 1884.
Depuis 1990, l'école est devenue une maison d'habitation, mais la chapelle qui existe toujours et la visitation est célébrée tous les ans.
Un livre a été écrit sur la vallée du val d'Arol, dont la source de ce ruisseau se trouve à Girovillers-sous-montfort : Monsieur Lebon (ancien berger du Val-d'Arol), ses entretiens avec les habitants de la vallée, livre de lecture à l'usage des écoles et des bibliothèques.

## Démographie
| 1911 | 1921 | 1926 | 1931 | 1936 | 1946 | 1954 | 1962 | 1968 |
| ---- | ---- | ---- | ---- | ---- | ---- | ---- | ---- | ---- |
| 103  | 99   | 88   | 72   | 54   | 64   | 58   | 61   | 53   |

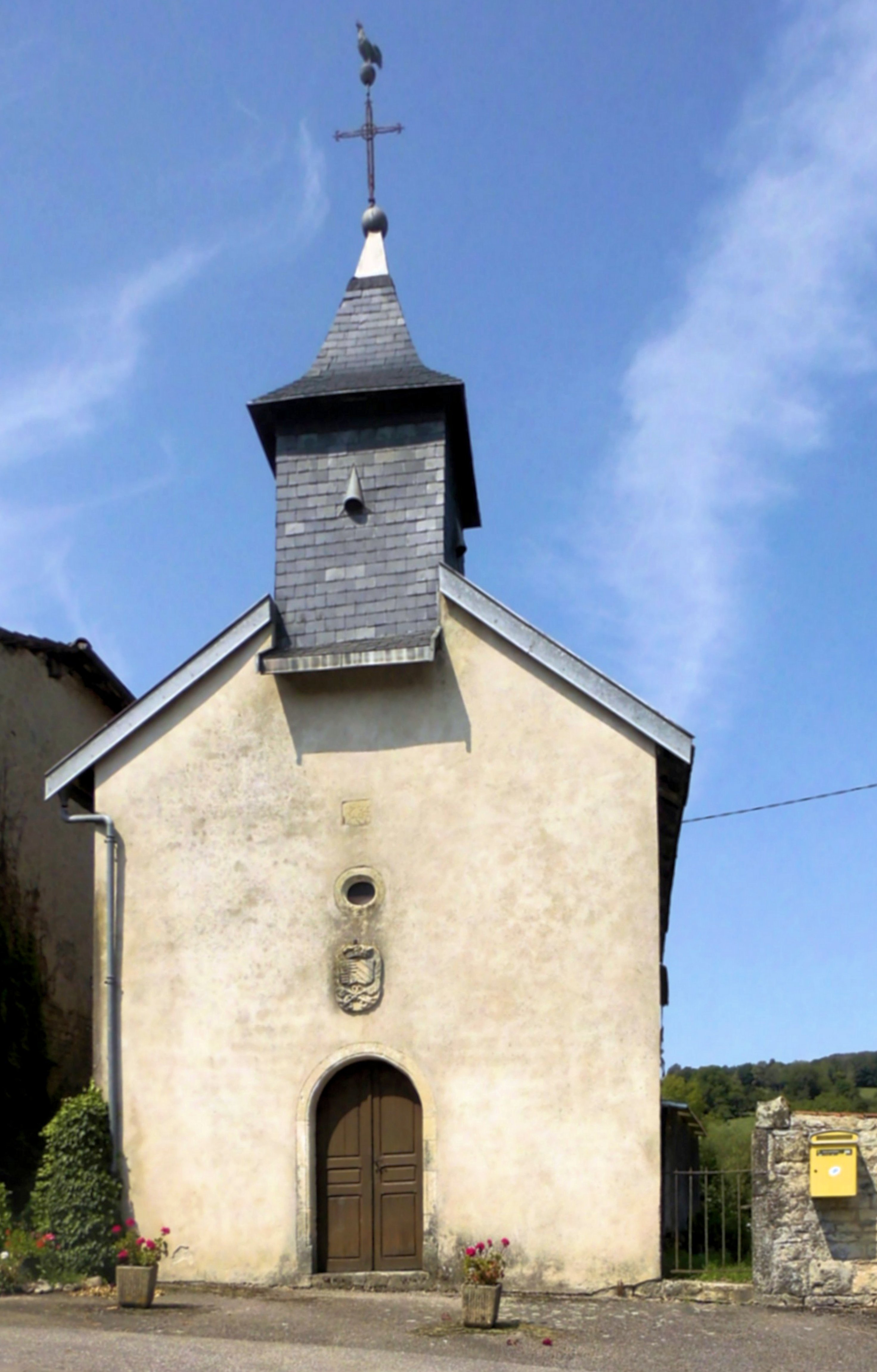
La chapelle de la Visitation-de-Notre-Dame
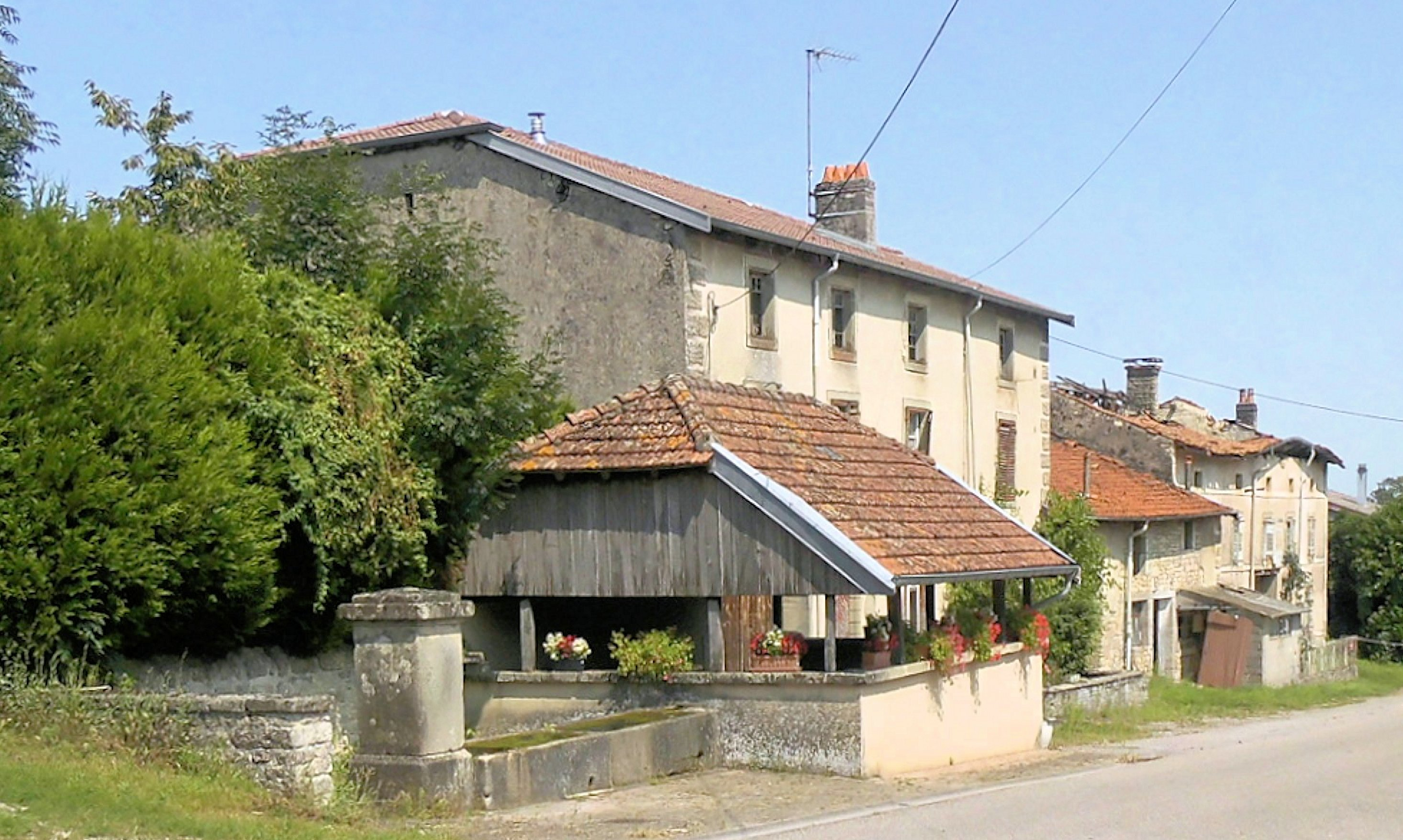
Lavoir